# Châtillon, Aostadalen
Châtillon är en ort och kommun i regionen Aostadalen i nordvästra Italien. Kommunen hade 4 654 invånare (2017) och har italienska och franska som officiella språk.